# Pilsner & penseldrag
Pilsner & penseldrag (med tillägget Gänget i 57:an reser västerut!) är en svensk buskis-fars från Vallarnas Friluftsteater år 2018, regisserad av Ulf Dohlsten, i ombearbetning av Gideon Wahlbergs komedi Grabbarna i 57:an.
Pilsner & penseldrag hade premiär den 1 juli 2018, och släpptes på DVD den 24 juni 2019.

## Skådespelare
| Jojje Jönsson      | – Victor "Vicke" Vallin            |
| Anna Carlsson      | – Fröken Vivan Bengtsson           |
| Siw Carlsson       | – Malvina Sörenstam, Oscars moster |
| Claes Månsson      | – Fabian "Fabbe" Karlsson          |
| Mikael Ahlberg     | – Oscar Dahlberg, Sofies broder    |
| Per Holmberg       | – Ludvig "Ludde" Blomkvist         |
| Ing-Marie Carlsson | – Sofie Dahlberg, Göstas moder     |
| Mikael Riesebeck   | – Direktör Johan "Jocke" Lundberg  |
| Ola Hedén          | – Gösta Dahlberg / chaufför        |
| Karin Bergquist    | – Fröken Greta Söderlund           |

## Trivia
Lars Väringer spelade rollen som Oscar Dahlberg, när de uppträdde på Vallarnas Friluftsteater i Falkenberg. Mikael Ahlberg ersatte Lars Väringer för denna roll, när Väringer var sjuk.